# Guggenheim Múzeum (Bilbao)
A Bilbaóban található modern és kortárs művészetek múzeumát, azaz a Guggenheim Múzeumot Frank Gehry kanadai-amerikai építész tervezte és a Ferrovial  építette meg. A Nervión folyó mentén épült, ami a városon folyik keresztül egészen az Atlanti-óceánig. A Guggenheim egyike a Solomon R. Guggenheim Alapítvány számos múzeuma közül. A múzeum jellegzetességei állandóak és a látható kiállítások spanyol és nemzetközi művészek munkái.

## Építése
Az épületen lévő hajlított élek véletlenszerűen lettek megtervezve és megjelenítve. Az építész erre hivatkozva mondta, hogy: „az élek véletlenszerűsége a fények mozgását követi”. Amikor megnyílt a nyilvánosság előtt 1997-ben, azonnal a világ leglátványosabb dekonstruktivista épületei között emlegették, bár Gehry nem köti magát ehhez a stílusirányzathoz. Philip Johnson építész a jelen legkiválóbb épületének nevezi.
A múzeum tervezése és kivitelezése Gehry stílusának és metódusának mintapéldája. Mint Gehry sok más munkája, ez az építmény is gyökeresen faragott, szerves körvonalakból áll. Kikötői városba szánták, ez ihlette a hajó formát.

## Képek

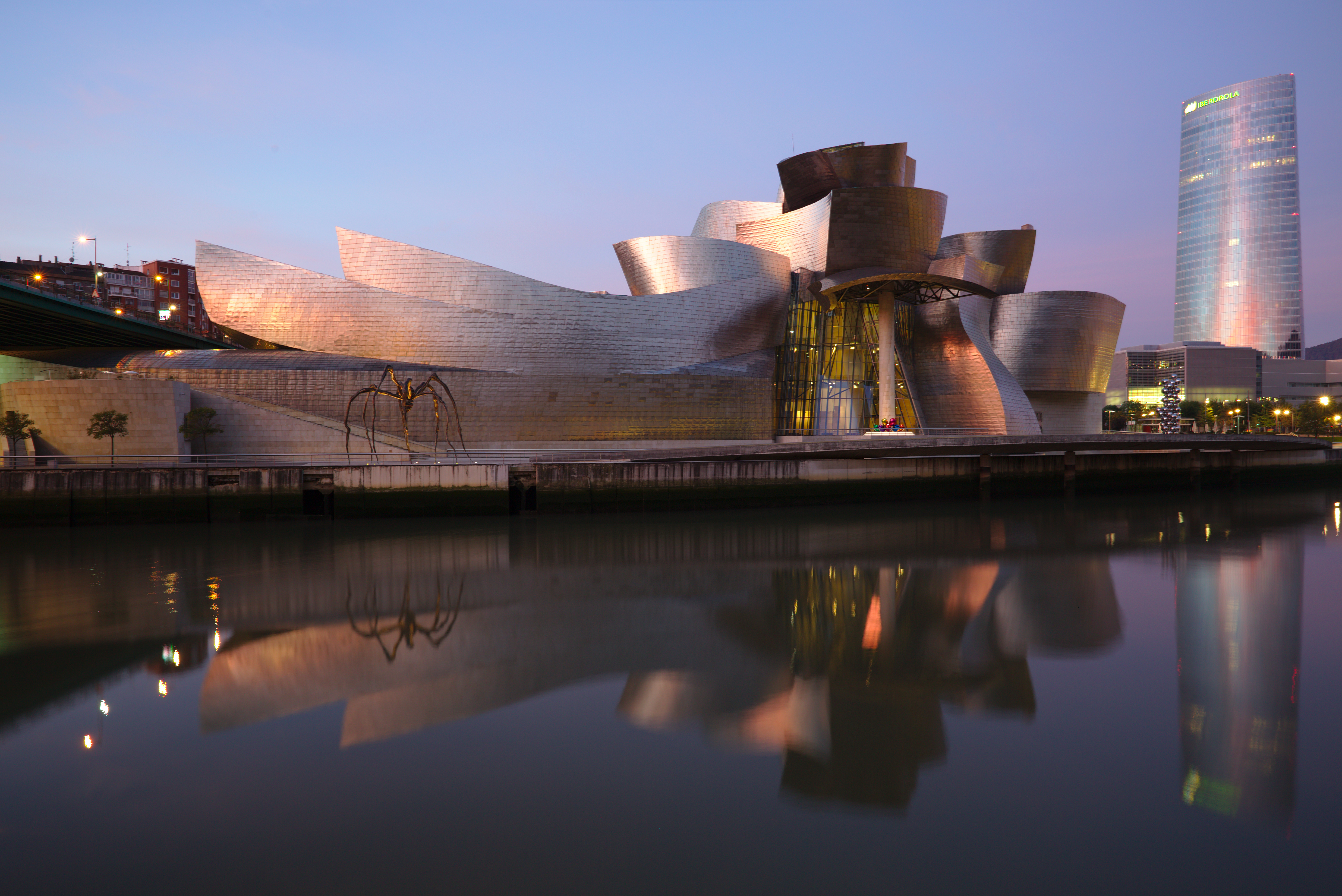
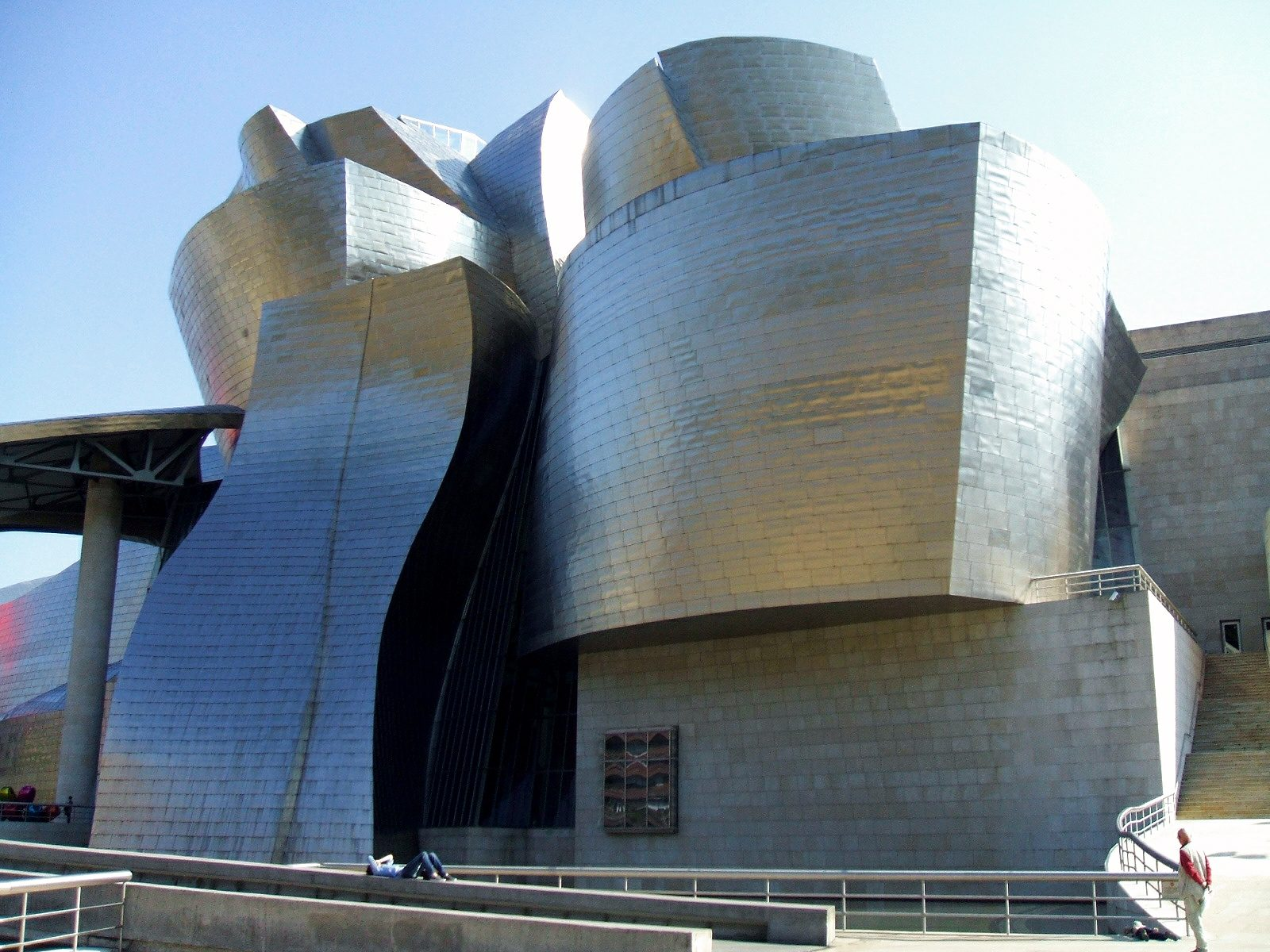
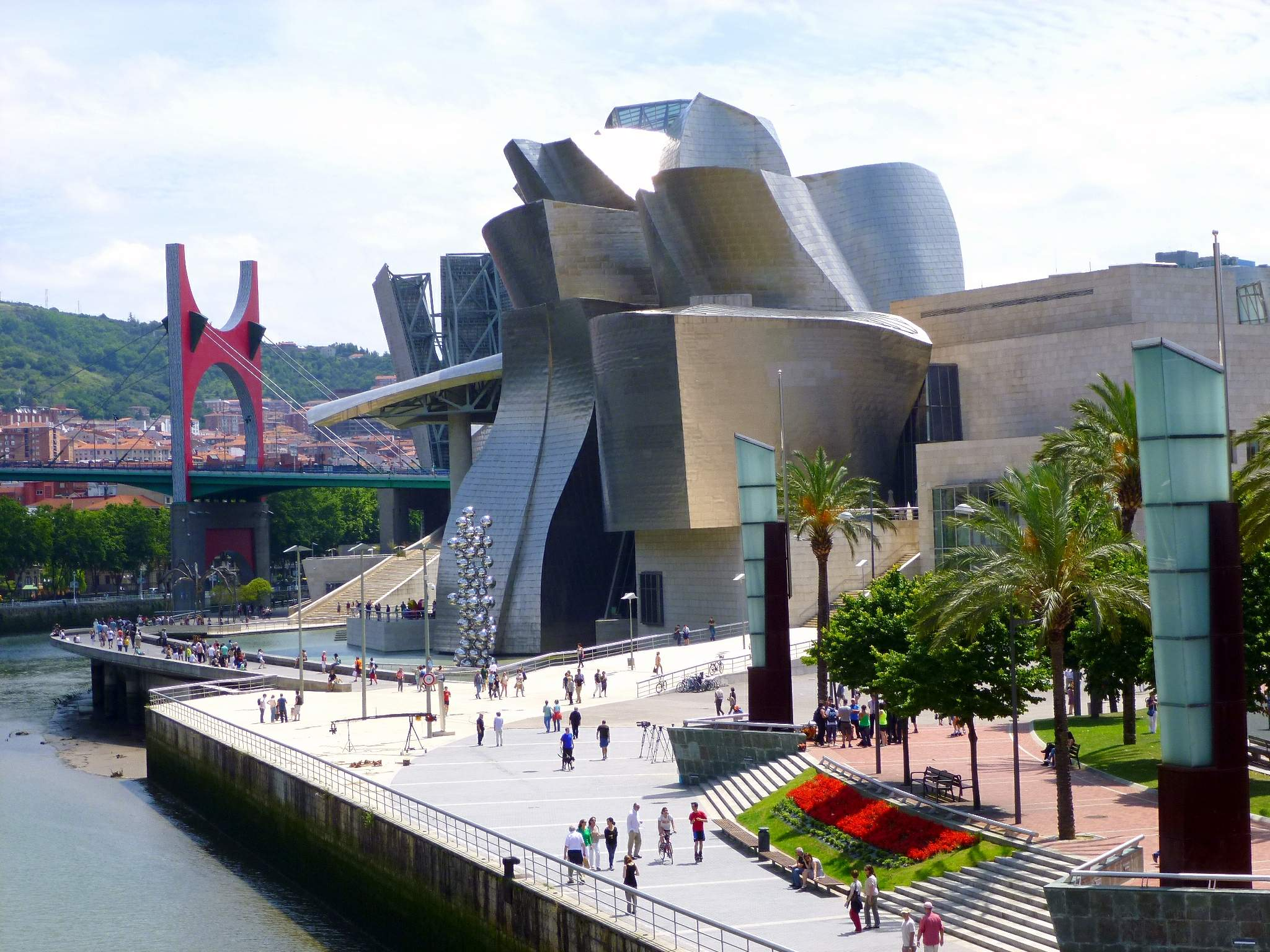
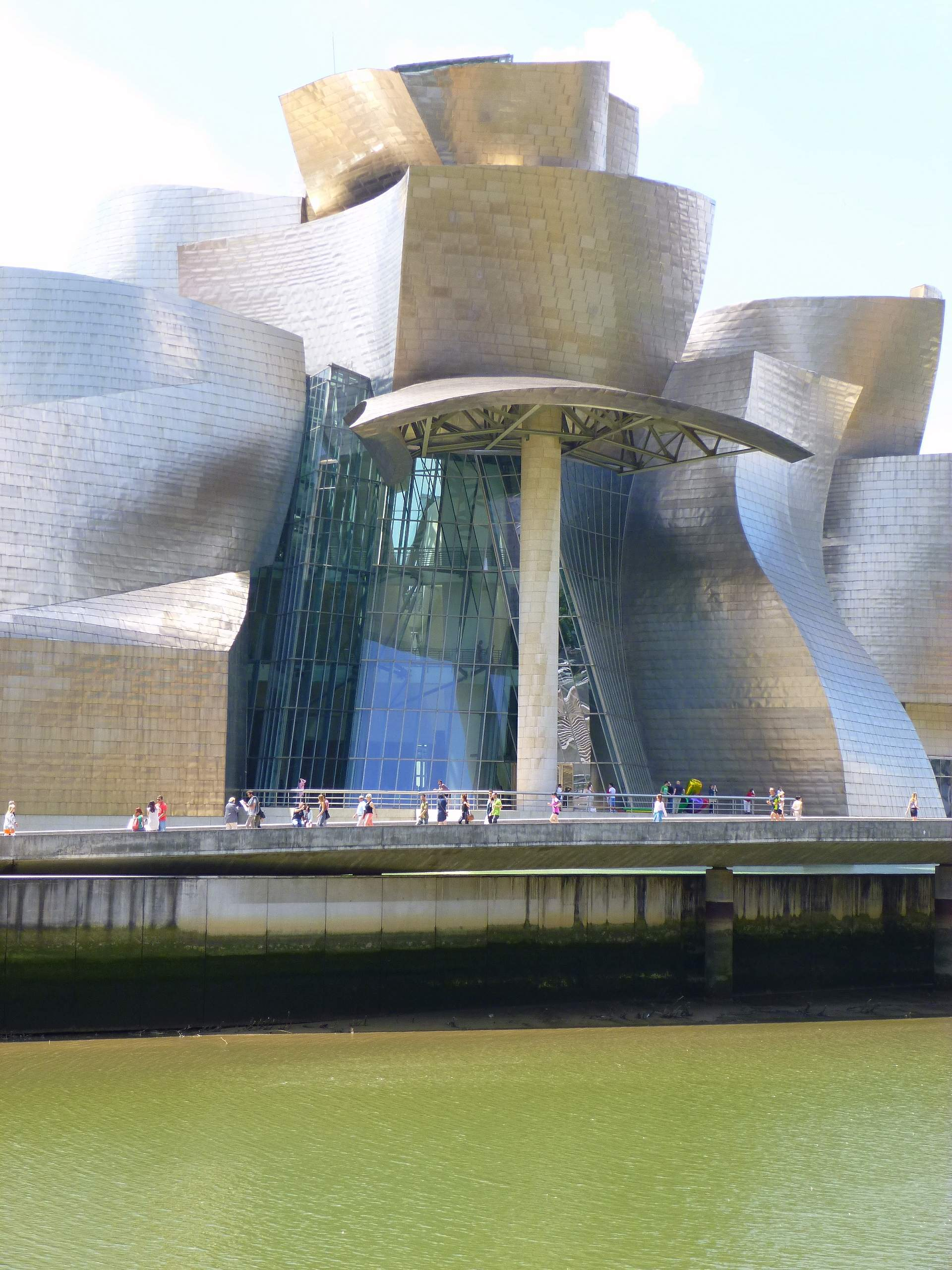
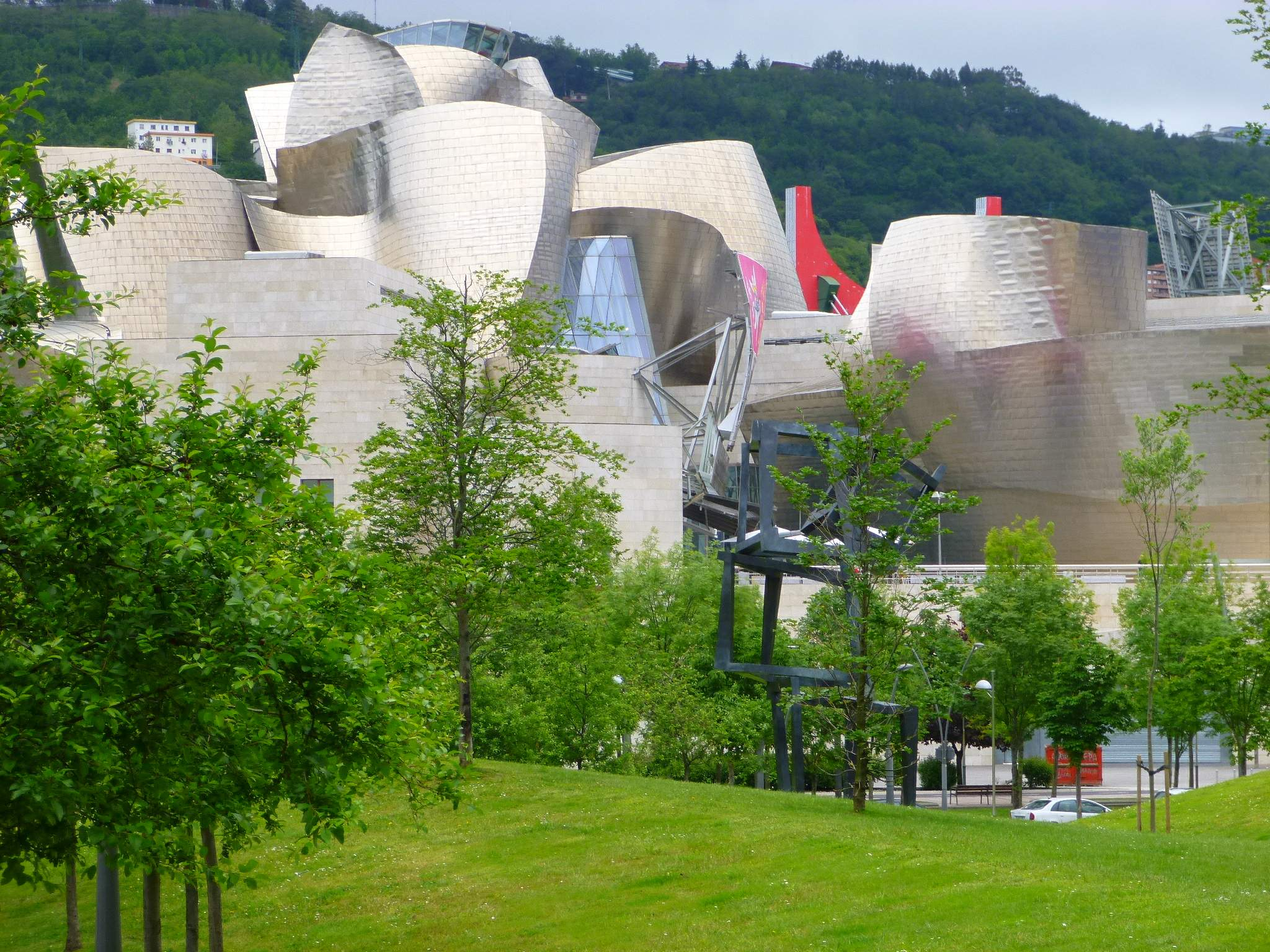
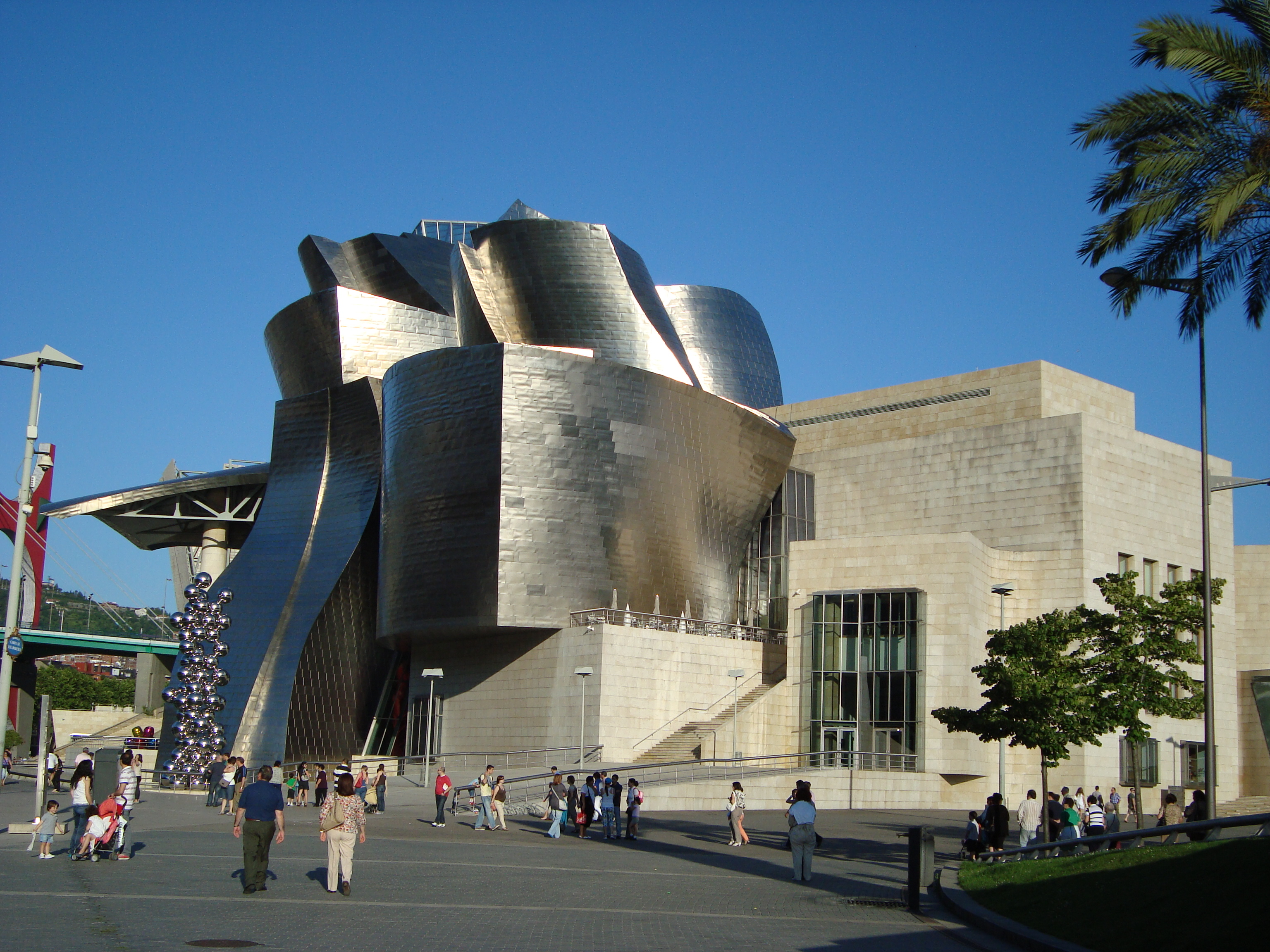
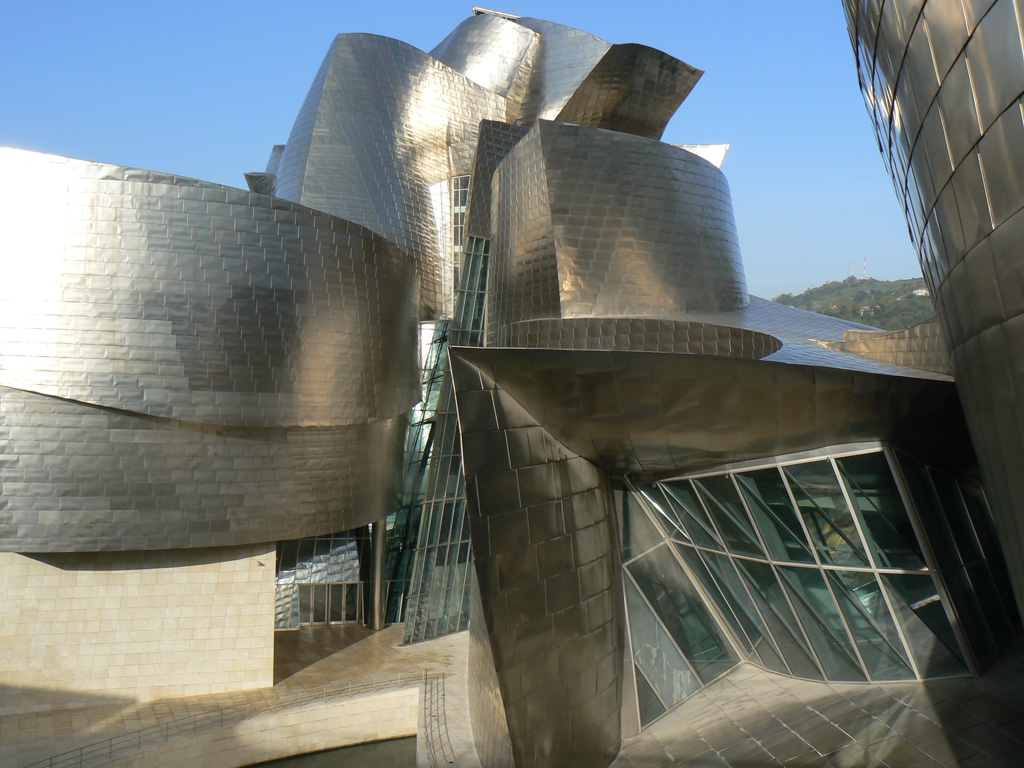
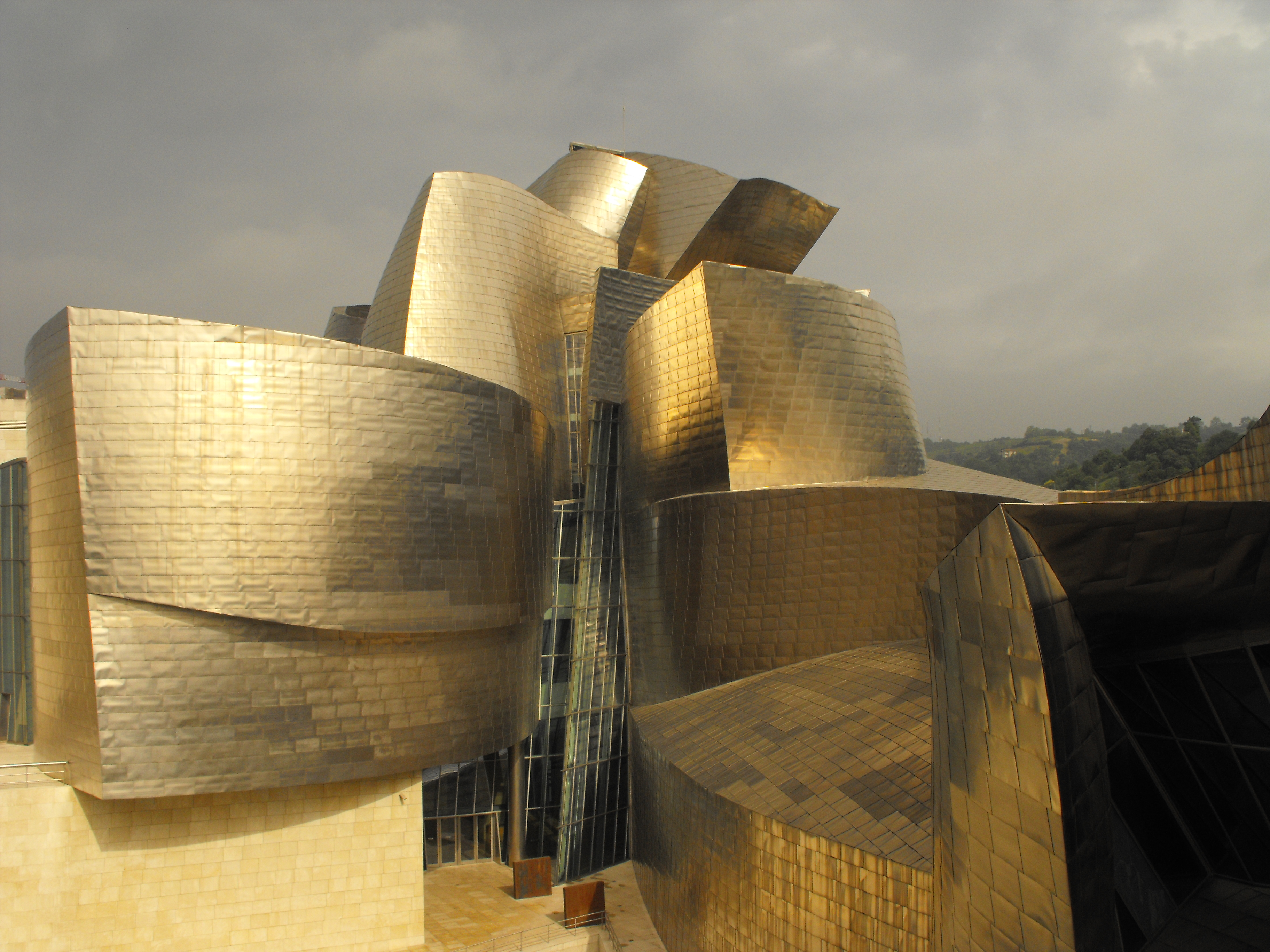

### Fordítás
- Ez a szócikk részben vagy egészben  a   Guggenheim Museum Bilbao című angol Wikipédia-szócikk ezen változatának fordításán alapul.  Az eredeti cikk szerkesztőit annak laptörténete sorolja fel. Ez a jelzés csupán a megfogalmazás eredetét és a szerzői jogokat jelzi, nem szolgál a cikkben szereplő információk forrásmegjelöléseként.